# Burányi Tamás
Burányi Tamás (Győr, 1989. november 15. –) magyar labdarúgó.
Nevelőegyesülete az Abda SC volt, ahonnan a másodosztályú Gyirmóthoz került 2007 tavaszán. Itt két évet töltött el, majd leigazolta a ZTE 2009 februárjában. Egy év múlva ismét klubot váltott, két és fél évre a Diósgyőri VTK-hoz igazolt.

## Pályafutása
Első NB II-es mérkőzését 2007. március 24-én játszotta a Pápa ellen a 18. fordulóban, csapata 3–0-s vereséget szenvedett.
A 2007 tavaszán és a 2007-2008-as szezonban 35 alkalommal lépett pályára az NB II-ben szereplő Gyirmót SE csapatában és öt gólt szerzett. 
2008 májusának végén fejlődésére felfigyelt a német Bundesliga másodosztályában szereplő 1860 München együttese is, ahol próbajátékon vett részt, a tartalékcsapat vezetői figyelték teljesítményét, azonban szerződést nem kapott, így visszatért Gyirmótra. 2008 nyarán az Újpest is szerette volna leigazolni, azonban a Gyirmót-Mattersburg edzőmérkőzésen súlyos sérülést szenvedett. Egy szabálytalan becsúszás után tapadt le a lába, aminek következményeként elülső keresztszalag-szakadás mellett belső- és külső holdas porcszakadást szenvedett a bal térdében.
Miután nem lépett pályára a ZTE első csapatában egy év múlva távozott és Miskolcra igazolt, a DVTK csapatához. Új csapatában először újbóli formába hozását adták meg, mint fő cél, ezért először az NB III-as csapatban számítanak rá.

### A Válogatottban
Többszörös U19-es válogatott. Első meghívóját 2008 januárjában kapta Sisa Tibortól. Tagja volt a bővebb keretnek és játszott a felkészülési mérkőzéseken, de nem került be a 2008-as csehországi U19-es Eb-n bronzérmet szerzett magyar nemzeti csapatba.

## Külső hivatkozások
- hlsz.hu játékosprofil
- zte.hu profil

1. ↑  pepsifoci.hu:Magyar tehetséget tesztel a Bayern riválisa Archiválva 2009. április 30-i dátummal a Wayback Machine-ben, 2008. május 20.
2. ↑  pepsifoci.hu: Újpestre nem, a Győrhöz elengedte volna fiatalját a Gyirmót Archiválva 2008. december 19-i dátummal a Wayback Machine-ben, 2008. szeptember 4.
3. ↑  dvtk.eu: Burányi Tamás az utolsó érkező, 2010. február 22.
4. ↑  kisalfold.hu: Győriek az utánpótlás-válogatottban Archiválva 2008. január 29-i dátummal a Wayback Machine-ben, 2008. január 28.
5. ↑  mlsz.hu: Sisa Tibor kihirdette az U19-esek Eb-keretét Archiválva 2008. július 20-i dátummal a Wayback Machine-ben, 2008. július 12.